# Augustin Kažotić
Augustin Casotti (Kažotić) (*1260. u Trogiru − † 1323. u Lučeri, Italija), je blaženik, redovnik dominikanac, zagrebački biskup, začetnik humanizma u severnoj Hrvatskoj, govornik i naučnik.

## Biografija
Augustin je rođen oko godine 1260. u Trogiru, u italijanskoj porodica poreklom iz Venecije. Zaredio se u Splitu. Kao dominikanac studirao je u Parizu. 1303. godine imenovan je za zagrebačkog biskupa. U Zagrebu je utemeljio katedralnu školu i biblioteku. Mnogi su ga plemići zbog njegova značaja i kreposti uzimali kao sudiju u svojim medusobnim sporovima. Zbog svoje svetosti života, velike kulture, snažne rečitosti medu svim ugarsko-hrvatskim biskupima imao je velik ugled. Nakon poseta papi u Avinjonu 1318, nije više smeo da se vrati u Zagreb, jer se zamerio tadašnjim političarima. Tako je imenovan biskupom u južnom italijanskom gradu Svete Marije, Lučeri, gde je i umro 1323. godine. Tamo je i pokopan. Karlo Sisto piše da su »Hrvati uzalud pokušavali kradom da otmu blaženikovo telo«. Narod ga je radi brojnih čudesa što su izvodile njegove relikvije (medu ostalim ozdravljenje nemih i opsednutih) brzo počeo da štuje. To je štovanje 1702. službeno potvrdio papa Klement XI, proglasivši ga blaženim. U Hrvatskoj se štuje kao zaštitnik Hrvatskog društva crkvenih muzičara.
Prvi je poznati organizator crkvenog pevanja u Hrvatskoj i tvorac tzv. zagrebačkog obreda.
Pape Benedikt XI i Jovan XXII, napuljski kralj Robert I Anžuvinac i kalabrijski vojvoda Karlo, slikar Tomaso da Modena, historičari Opicinus de Canistris, Galvano Fjama, Bernard Gui i Miho Madijev, Augustinovi savremenici, predstavljaju ga kao vrsna propovedača i učenjaka sa naglašenom erudicijom, dobrotom, izvanrednim smislom za saosećanje sa siromasima i obespravljenima i drugim ljudskim vrlinama.
U Riznici zagrebačke katedrale nalazi se relikvijar-moćnik s humeralom-naramenikom blaženog Augustina Kažotića. Humural je 1692. darovao beneventski nadbiskup, kardinal Vincencije Marija Orsini, kasniji papa Benedikt XIII (1724 — 1730). Biskup A. I. Mikulić je humeral iz Kaloče doneo lično u Zagreb i za njega je dao da se izradi škrinjica obloženu srebrom, sa poprsjem Augustina Kažotića i natpisom: “SACRUM HUMERALE BEATI AUGUSTINI EPISCOPI ZAGRABIENSIS”.
Augustin se posebno brinuo za siromašne. Tako je kanoniku upravitelju katedralne škole osigurao redovna materijalna primanja, ali mu je zabranio da od siromašnih učenika traži pare, ili bilo koje usluge. Od svojih biskupskih prihoda redovno je veći deo delio siromašnima. Osobitu pažnju je posvećivao zdravstvu i higijeni naroda. Iz Bamberga je naručio priručnik o zdravlju, a po selima je dao da se kopaju bunari i sadi lekovito bilje.
Istoričar Baltazar Krčelić, kanonik, piše da je 1312. god. u doba gradnje katedrale bila velika suša i da je po zagovoru biskupa na današnjem Trgu bana Jelačića u Zagrebu provreo izvor vode, koji je u poslednje vreme veoma lepo uređen. Danas je poznat kao "Manduševac".
U Katoličkoj crkvi pomendan mu je 3. avgusta.